# Слобода (Народицький район)
Слобода (до 1946 року — Слобода Вислоцька) — колишнє село в Українському Поліссі, у складі Калинівської сільської ради Народицького району Житомирської області. До 1954 року — адміністративний центр Слобідської сільської ради Базарського району. До 1923 року село входило до складу Базарської волості Овруцького повіту Волинської губернії.
Відселене внаслідок аварії на Чорнобильській атомній електростанції. Розташовувалось за 21 км південніше смт Народичі, за 10 км на південний захід від села Базар.

## Назва та статус

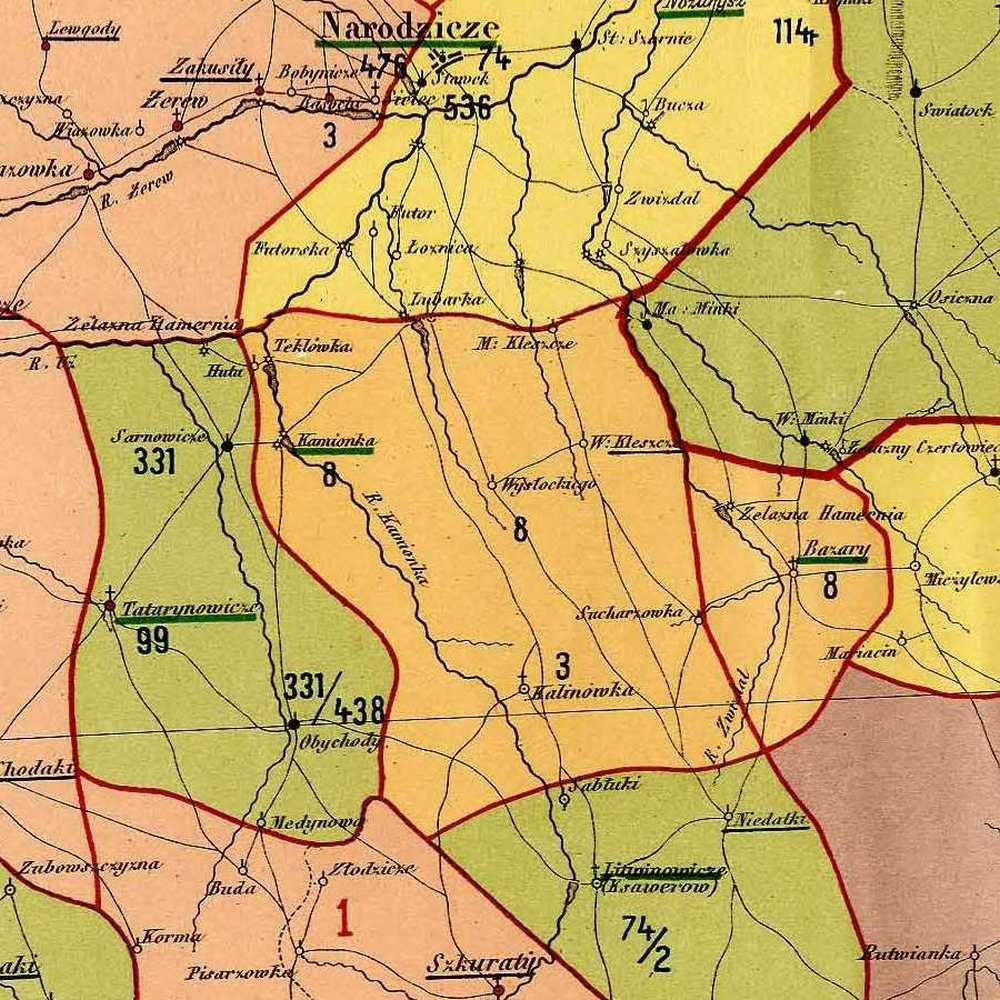
Атлас «Землі Руські» Речі Посполитої періоду XVI—XVII століть.

Вперше згадується в атласі «Землі Руські» Речі Посполитої періоду XVI—XVII століть (виданий Краківською академією наук в 1899—1904 роках), де воно позначене, як невеличке поселення, хутір, фільварок з назвою Вислоцького (пол. Wyslockiego).
Пізніше, вже за Російської імперії, на «Спеціальній мапі західної частини Росії Г. Л. Шуберта», що була складена в 21—39 роках XIX століття, це поселення позначене як сільце (рос. деревня), що мала від 5 до 20 дворів з назвою Вислоцького (рос. Выслоцкаго).
Точніші дані про це поселення вказані у «Списку населених місцевостей І стану Овруцького повіту Волинської губернії», складеному у 1859 році. З цього документу відомо, що в ті часи на місті сучасного села Слобода існувало не одне, а два невеличкі поселення, що мали різні статуси та назви, це слобода Вислоцька та Вислоцьке Будище (рос. Вислоцкое Будище). Обидва поселення належали до панського відомства. На «Військово-топографічній мапі західної частини Російської імперії», що була складена в 46—63 роках ХІХ століття, можна побачити, що ці поселення знаходились поруч і не мали явного межування.
На початку 60-х років XIX століття, в церковних статистичних документах, священник-блюститель Калинівської Покровської церкви Іаков Дусиневич (Душневич), на місті цих поселень згадує вже тільки одне поселення, що відносилось до Калинівської Покровської церкви. Його він називав слобода Калинівська (рос. Калиновская) зі згадкою, що в народі її називають слобода «Вислоцького». Наявність одного поселення підтверджують також і державні статистичні документи: в «Списку населених місцевостей І стану Овруцького повіту Волинської губернії», складеному у 1866 році, на цьому місті зазначене поселення, що має статус слободи, та офіційну назву Вислоцького (рос. Вислоцкаго). В дужках додано, що в народі її називають слобода Калинівська (рос. Калиновская).
На початку XX століття, в статистичних документах царської Росії, це поселення згадується, як слобода Вислоцька (рос. Выслоцкая), або рос. слобода Вислоцкая.
У 1923 та у 1925 роках, в офіційних документах Української СРР, це поселення значилося як слобода Віслоцького.
На початку 30-х років XX століття поселення змінює свій статус та назву: в постанові бюро районного партійного комітету від 4 листопада 1931 року «Про організацію жовтневого буксиру», це поселення згадується як село Слобода Вислоцька.
Останню свою назву це поселення отримало 7 червня 1946 року: відповідно до указу Президії ВР УРСР «Про збереження історичних найменувань та уточнення і впорядкування існуючих назв сільрад і населених пунктів Житомирської області», село Слобода Вислоцька Базарського району було перейменоване на село Слобода, Слободо-Вислоцька сільська рада — на Слобідську.
У 1925—54 роках — адміністративний центр Слобідської (Слободо-Віслоцької) сільської ради Базарського району.

## Історико-демографічний розвиток поселення

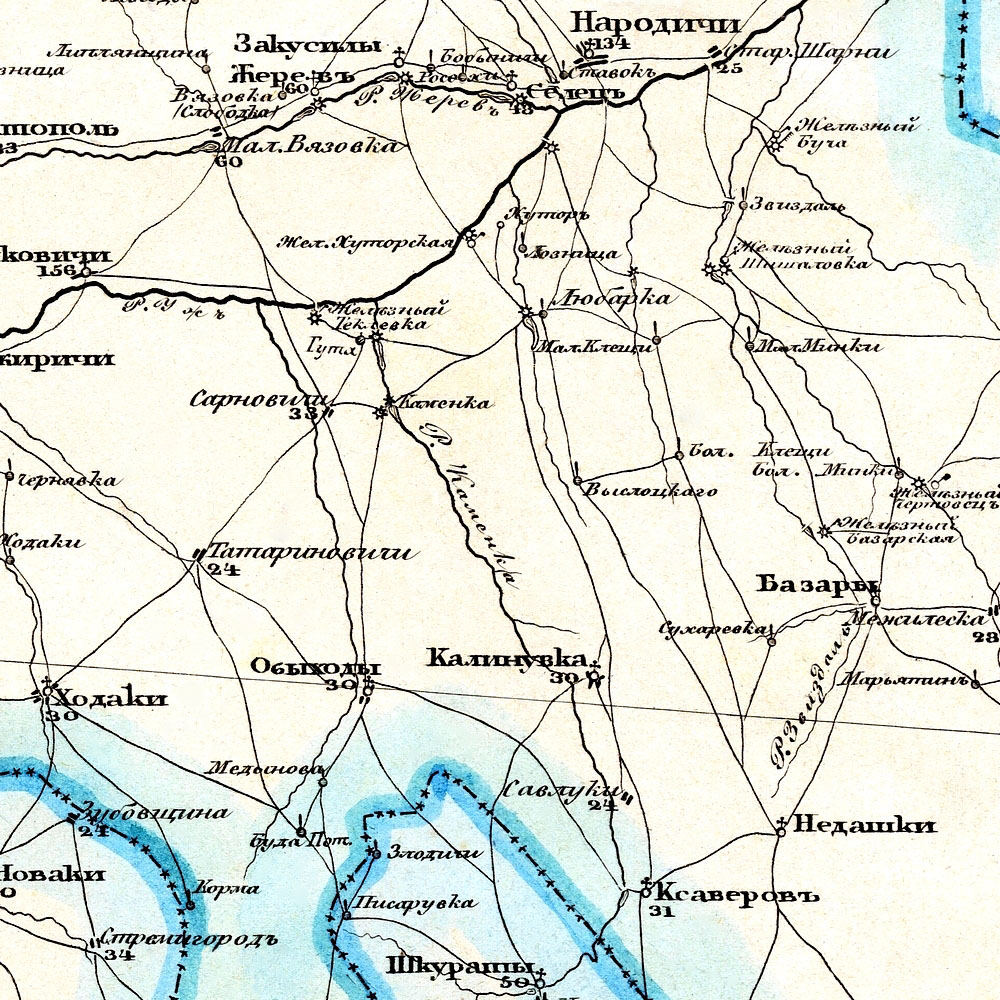
Спеціальна мапа західної частини Росії Г. Л. Шуберта (10 верст в дюймі, надр.1849 р.)

- 1821—1839 роки — поселення Вислоцького мало від 5 до 20 дворів[2].[неавторитетне джерело]
- 9 квітня 1859 року — поселення слобода Віслоцька і Віслоцке Будище мали 16 дворів, у яких проживав 121 мешканець: чоловіків — 65 і жінок — 56, зокрема:
  - слобода Віслоцька мала 4 двори, в яких проживало 18 чоловіків і 17 жінок.
  - Віслоцке Будище мало 12 дворів, в яких проживало 47 чоловіків і 39 жінок. Обидва поселення належали до панського відомства[3].
- поч. 60-х років ХІХ століття — в слободі Віслоцького проживало 148 мешканців: чоловіків — 72 і жінок — 76, з них:
  - дворяни: чоловічої статі — 62, жіночої статі — 66.
  - селяни казенного відомства: чоловічої статі — 10, жіночої статі — 10[5].
- 1867 рік — слобода Віслоцького мала 23 двори, в яких проживало 127 мешканців: чоловіків — 98 і жінок — 29, з них:
  - православних — 120 чоловік;
  - євреїв — 7 чоловік[6].
- 1906 рік — слобода Вислоцька мала 47 дворів, в яких проживало 286 мешканців чоловічої і жіночої статі[7].
- 1910 рік — слобода Віслоцька мала 52 двори, в яких проживало 305 мешканців чоловічої і жіночої статі[8].
- на 1 жовтня 1941 року — село Слобода Вислоцька мало 92 двори, в яких проживало 300 мешканців: чоловіків — 128 і жінок — 172[11].
- 1981 рік — в селі Слобода проживало 70 осіб[12].

## Слобода Вислоцька на початку ХІХ століття

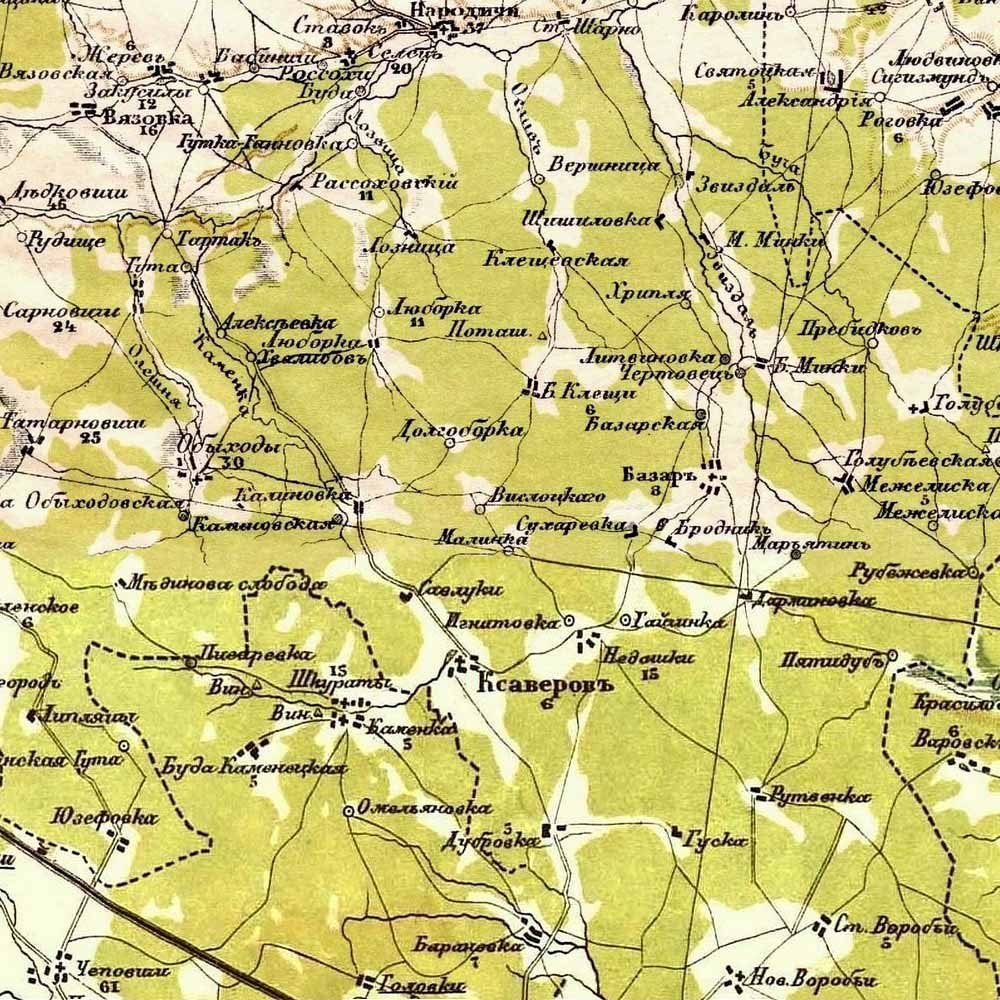
Спеціальна мапа Європейської Росії І. А. Стрельбицького (10 верст в дюймі, надр.1915 р.)

Слобода Вислоцька входила до Базарської волості, Овруцького повіту, Волинської губернії, та мала:
- в 1906 році — 47 дворів у яких проживало 286 мешканців чоловічої і жіночої статі.
- на 1 січня 1910 року — 52 двори, у яких проживало 305 жителів чоловічої та жіночої статі.

Слобода Вислоцька мала поштову адресу «Овруч» та знаходилась:
- від повітового міста, на відстані 44 версти,
- від волосного управління — 9 верст.

Слобода Вислоцька належала до дільниць:
- станового пристава 5 стану (поліцейської дільниці) Овруцького повіту, що знаходився в містечку Ксаверів,
- мирового посередника 2 дільниці Овруцького повіту, що знаходився в містечку Веледники,
- мирового судді 2-ї судової дільниці Овруцького повіту, що знаходився в містечку Народичі,
- судового слідчого 3-ї дільниці Овруцького повіту, що знаходився в містечку Іскорость.

Найближчі станції знаходились від слободи Вислоцької на відстані:
- залізнична станція «Малин» — 28 верст,
- поштова станція в містечку Базар — 10 верст,
- телеграфна станція в містечку Малин — 30 верст.

## Відомі уродженці
- Гринцевич Степан Іванович (26 листопада 1919 — 15 квітня 1984) — учасник німецько-радянської війни, повний кавалер ордена Слави.
- Забродський Іван Степанович — старшина Армії УНР у частині отамана Оскілка[13].

## Галерея

Урочище Слобода Вислоцька, 2007 р.
Урочище Слобода Вислоцька, 2007 р.